# Villers-sous-Montrond
Villers-sous-Montrond is een plaats en voormalige gemeente in het Franse departement Doubs in de regio Bourgogne-Franche-Comté en telt 161 inwoners (2004). De plaats maakt deel uit van het arrondissement Besançon.

## Geschiedenis
Op 1 januari 2022 fuseerde Villers-sous-Montrond met Mérey-sous-Montrond tot de commune nouvelle Les Monts-Ronds.

## Geografie
De oppervlakte van Villers-sous-Montrond bedraagt 6,4 km², de bevolkingsdichtheid is 25,2 inwoners per km².
De onderstaande kaart toont de ligging van Villers-sous-Montrond met de belangrijkste infrastructuur en aangrenzende gemeenten.

## Demografie
Onderstaande figuur toont het verloop van het inwonertal (bron: INSEE-tellingen).